# Peter Fritzsche (Bildhauer)
Peter Fritzsche (* 30. Mai 1938 in Freital; † 7. November 2022 ebenda) war ein deutscher Bildhauer.

## Leben und Wirken
Nach einer Lehre als Steinbildhauer von 1955 bis 1958 beim VEB Elbe-Naturstein Dresden studierte Fritzsche von 1959 bis 1964 an der Hochschule für Bildende Künste Dresden in der Fachrichtung Plastik bei Walter Arnold, Gerd Jaeger, Herbert Naumann und Hans Steger.
Ab 1964 war er freiberuflich in Joachimsthal und Eberswalde und ab 1972 mit eigenem Atelier in Freital künstlerisch tätig. Er war bis 1990 Mitglied des Verband Bildender Künstler der DDR.
Werke Fritzsches stehen im öffentlichen Raum und finden sich in öffentlichen Sammlungen.
Seine Arbeiten wurden zahlreich auf Gruppen- und Einzelausstellungen im In- und Ausland gezeigt.

## Öffentliche Sammlungen mit Werken Fritzsches
- Berlin: Nationalgalerie
- Dresden: Städtische Galerie Dresden
- Dresden: Museum für sächsische Volkskunst[2]
- Frankfurt/Oder: Brandenburgisches Landesmuseum für moderne Kunst (vormals Museum Junge Kunst)
- Magdeburg: Kunstmuseum Kloster Unser Lieben Frauen
- Schwerin: Staatliches Museum Schwerin

## Werke (Auswahl)

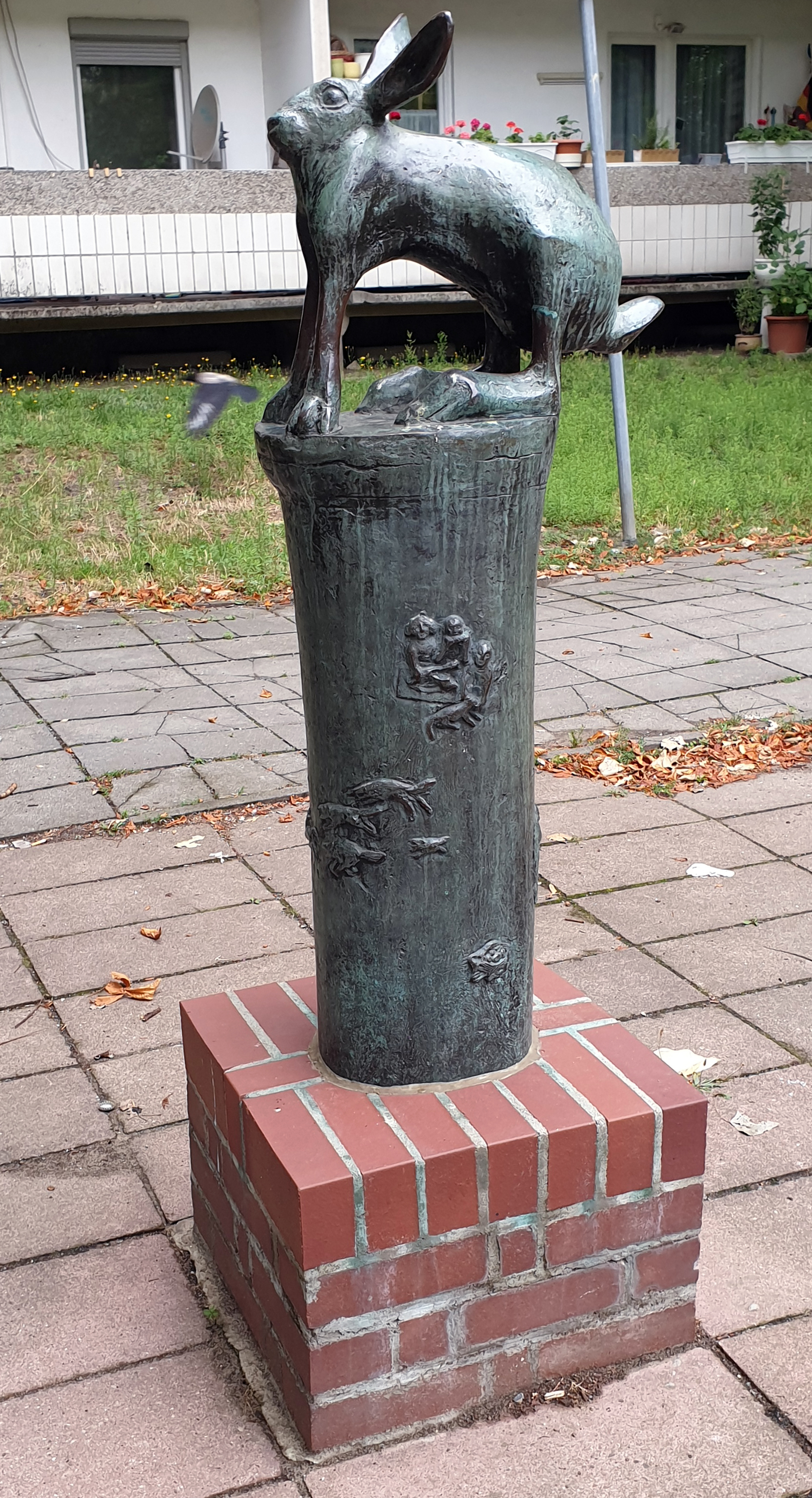
„Hasensäule“, in Berlin-Mitte

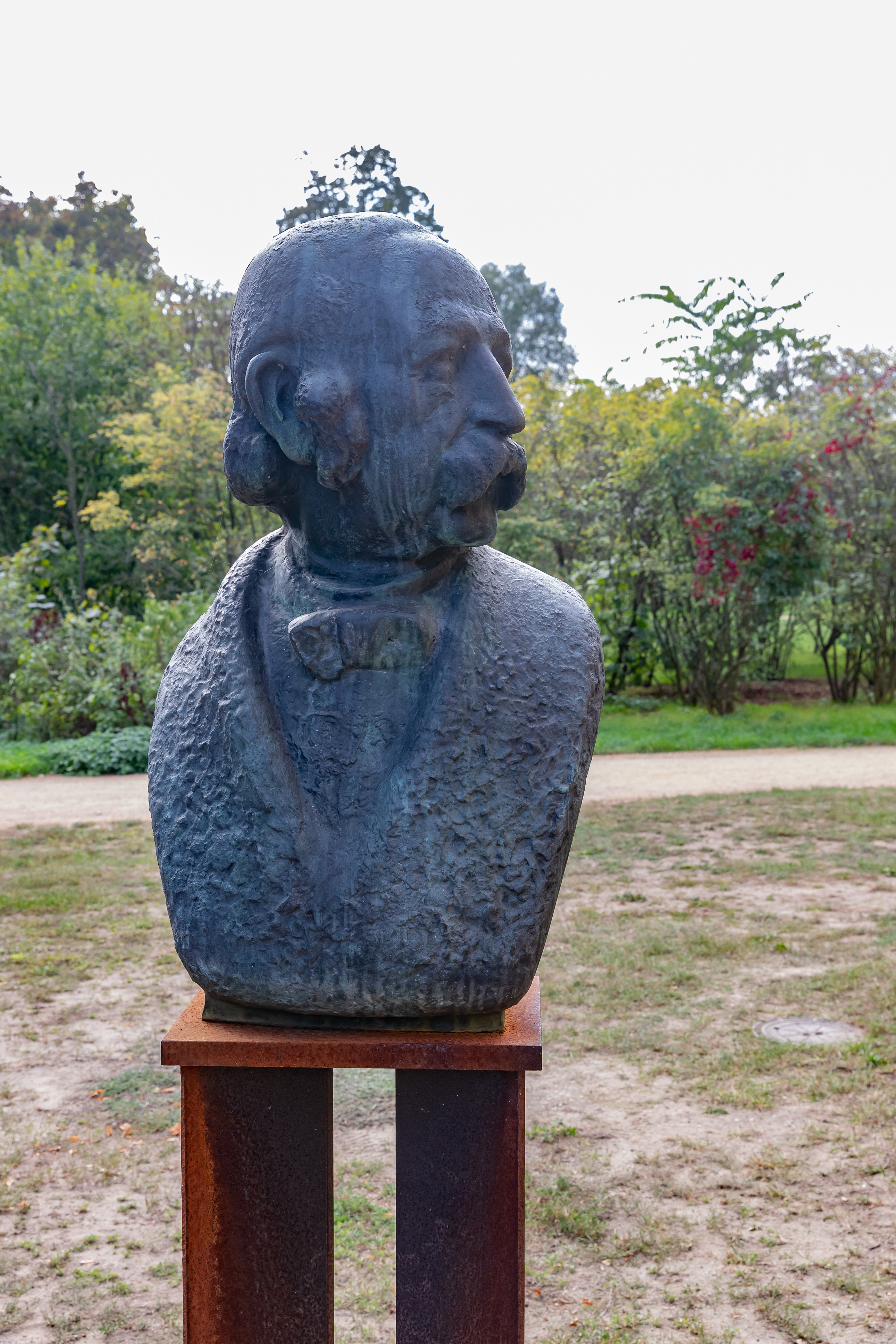
Gedenkbüste für Theodor Fontane vor dem Theodor-Fontane-Archiv in Potsdam

- 1965: Fischer Schmidt, Bronze; Frankfurt/Oder, Joachimsthal
- 1968: Spielende Kinder, Bronze; Schwedt/Oder, Wriezen
- 1968: Kranichgruppe, Bronze; Schwedt/Oder, Eberswalde, Frankfurt/Oder
- 1970: Zwergziegenbock, Bronze; Schwedt/Oder, Freital
- 1971: Witebsk, Backstein-Wandverkleidung, 1994 zerstört; Frankfurt/Oder
- 1973: Hasensäule, Bronze; Frankfurt/Oder, Eisenhüttenstadt, Berlin[3], Erfurt, Kunstmuseum Kloster Unser Lieben Frauen Magdeburg
- 1973: Sich sonnender Dachs, Bronze; Erfurt
- 1973: Sonnenuhr-Plastik für das Oderufer, Edelstahl/Kupfer; Frankfurt/Oder[4]
- 1975: Der Löwe und die Maus, Bronze, Höhe 175 cm; Ankauf der Nationalgalerie Berlin, Eberswalde, Eisenhüttenstadt,[5] Erfurt, Städtische Galerie Dresden
- 1976: Die Heiden von Kummerow, Brunnen, Sandstein; Schwedt/Oder
- 1977: Maler und Modell, Bronze; Schwedt/Oder
- 1978: Fontane, Büste/Denkmal, Bronze; Bad Freienwalde
- 1979: Heiden von Kummerow, Lauschende, Sandstein; Angermünde, Chemnitz[6]
- 1979: …wir geben uns weiter, der Brunnen sind wir…, Bronzerelief; Bad Muskau
- 1980: Hochzeitsbrunnen, Bronze; Meißen (verschollen), Chemnitz[7][8]
- 1982: Wildsau, Bronze; Strausberg, Staatliches Museum Schwerin, Eberswalde
- 1983: Kopfwäsche, Brunnen, Bronze; Freital, Chemnitz[9]
- 1984: Kinder, Figurengruppe, Bronze; Frankfurt/Oder, Görlitz
- 1985: Gedenkbüste für Theodor Fontane, Bronze; Potsdam[10]
- 1988: Alter Bock, Bronze; Dresden[11]
- 1989: Kinderbrunnen, Bronze; Görlitz[12]
- 1986: Lebenskrone, Bronzerelief; Pirna (Altersheim)
- 1996: Die Badenden, Bronze; Sparkasse Freital
- 1998: Schuhbrunnen, Bronze; Dippoldiswalde
- 2000 (1999): Der Hund, Bronze/Sandstein; Meißen, Hundewinkel
- 2001: Stuhlbauerbrunnen, Bronze/Sandstein; Rabenau[13]

## Teilnahme an zentralen und wichtigen regionalen Ausstellungen in der DDR
- 1969, 1976, 1979 und 1985: Frankfurt/Oder, Bezirkskunstausstellungen
- 1972/1973, 1977/1978, 1982/1983 und 1987/1988: Dresden, VII. bis X. Kunstausstellung der DDR
- 1973 und 1982; Berlin, Treptower Park („Plastik und Blumen“)
- 1979/1980 und 1983: Dresden, Albertinum, bzw. Magdeburg, Museum Kloster Unser Lieben Frauen („Junge Bildhauerkunst der DDR“)
- 1981: Dresden, Ausstellungszentrum am Fučík-Platz („25 Jahre NVA“)